# 23284 Celik
23284 Celik là một tiểu hành tinh vành đai chính với chu kỳ quỹ đạo là 1389.0246296 ngày (3.80 năm).
Nó được phát hiện ngày 30 tháng 12 năm 2000.